# محمد كييتا
محمد كييتا (بالفرنسية: Mohamed Keita)‏ (9 يونيو 1991 - ) هو لاعب كرة قدم غيني في مركز الدفاع.

## وصلات خارجية
- محمد كييتا على موقع قاعدة بيانات كرة القدم.إي يو (الإنجليزية)
- محمد كييتا على موقع Soccerway.com (الإنجليزية)